# Список глав государств в 63 году до н. э.
| 64 до н. э. ← Список глав государств по годам → 62 до н. э. |

## Азия
- Анурадхапура — Махакули Махатисса, царь (76 до н. э. — 62 до н. э.)
- Армения Великая — Тигран II Великий, царь (95 до н. э. — 55 до н. э.)
- Армения Малая:
  - Ариобарзан I Филороман, царь (64 до н. э. — 63 до н. э.)
  - Дейотар, царь (63 до н. э. — 47 до н. э., 44 до н. э. — 42 до н. э.)
- Атропатена — Ариобарзан I, царь (65 до н. э. — 56 до н. э.)
- Иберия:
  - Артак, царь  (78 до н. э. — 63 до н. э.)
  - Фарнаваз II, царь  (63 до н. э. — 30 до н. э.)
- Индо-греческое царство:
  - Дионисий, царь (в Восточном Пенджабе)  (65 до н. э. — 55 до н. э.)
  - Гиппострат, царь (в Западном Пенджабе)  (65 до н. э. — 55 до н. э.)
- Индо-скифское царство:
  - Мауэс, царь (ок. 85 до н. э. — ок. 60 до н. э.)
  - Вонон, царь (ок. 75 до н. э. — ок. 57 до н. э.)
- Иудея:
  - Аристобул II, царь  (66 до н. э. — 63 до н. э.)
  - междуцарствие  (63 до н. э. — 40 до н. э.)
- Каппадокия:
  - Ариобарзан I Филороман, царь (95 до н. э. — 63 до н. э./62 до н. э.)
  - Ариобарзан II Филопатр, царь (63 до н. э./62 до н. э. — 51 до н. э.)
- Китай (Династия Хань) — Сюань-ди (Лю Бинъи), император  (74 до н. э. — 49 до н. э.)
- Коммагена — Антиох I,  царь (70 до н. э./69 до н. э. — 40 до н. э.)
- Корея:
  - Махан — Янг, вождь (73 до н. э. — 58 до н. э.)
  - Пукпуё — Кодумак, тхандже (108 до н. э. — 60 до н. э.)
  - Тонбуё — Хэбуру, ван (86 до н. э. — 48 до н. э.)
- Магадха (династия Кадва) — Бхумимитра, царь (ок. 66 до н. э. — ок. 52 до н. э.)
- Набатейское царство — Арета III Филэллин, царь (84 до н. э. — 62 до н. э.)
- Осроена — Абгар II, царь (68 до н. э. — 53 до н. э.)
- Парфия — Фраат III, царь (70 до н. э. — 57 до н. э.)
- Понтийское царство:
  - Митридат VI Евпатор, царь (120 до н. э. — 63 до н. э.)
  - Фарнак II, царь (63 до н. э. — 47 до н. э.)
- Сатавахана — Ламбодата, махараджа (78 до н. э. — 60 до н. э.)
- Харакена — Тирей II,  царь (ок. 79 до н. э./78 до н. э. — ок. 49 до н. э./48 до н. э.)
- Хунну — Сюйлюй-Цюаньцюй, шаньюй (68 до н. э. — 60 до н. э.)
- Элимаида — Камнаскир V,  царь (73 до н. э./72 до н. э. — ок. 46 до н. э.)
- Япония — Судзин, тэнно (император) (97 до н. э. — 29 до н. э.)

## Африка
- Египет — Птолемей XII Авлет, царь (80 до н. э. — 58 до н. э., 55 до н. э. — 51 до н. э.)
- Мавретания — Мастанесоса, царь (ок. 80 до н. э. — 49 до н. э.)
- Мероитское царство (Куш) — Навидемак, царь (ок. 70 до н. э. — ок. 60 до н. э.)
- Нумидия — Гиемпсал II, царь (88 до н. э. — 60 до н. э.)

## Европа
- Боспорское царство:
  - Митридат VI Евпатор, царь (109 до н. э. — 63 до н. э.)
  - Фарнак II, царь (63 до н. э. — 47 до н. э.)
- Дакия — Буребиста, царь (ок. 82 до н. э. — ок. 44 до н. э.)
- Ирландия — Конайре Великий, верховный король (110 до н. э. — 40 до н. э.)[1]
- Римская республика:
  - Марк Туллий Цицерон, консул (63 до н. э.)
  - Гай Антоний Гибрида, консул (63 до н. э.)

## Галерея

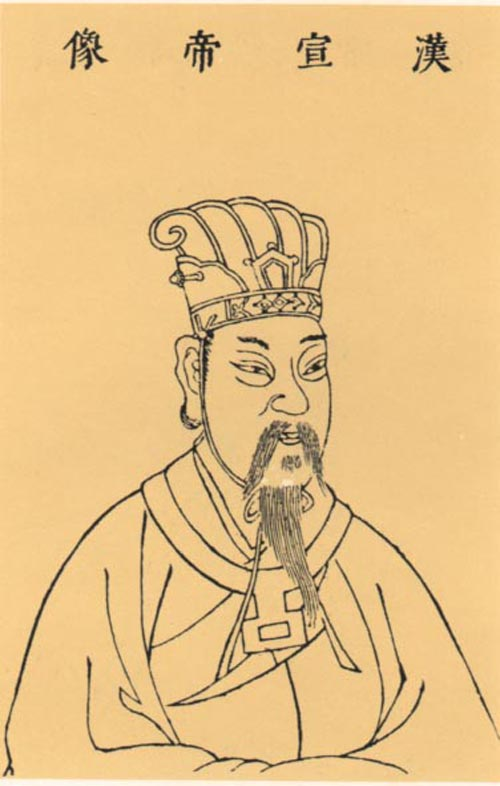
Сюань-ди 74 до н.э.— 49 до н.э. Император Китая
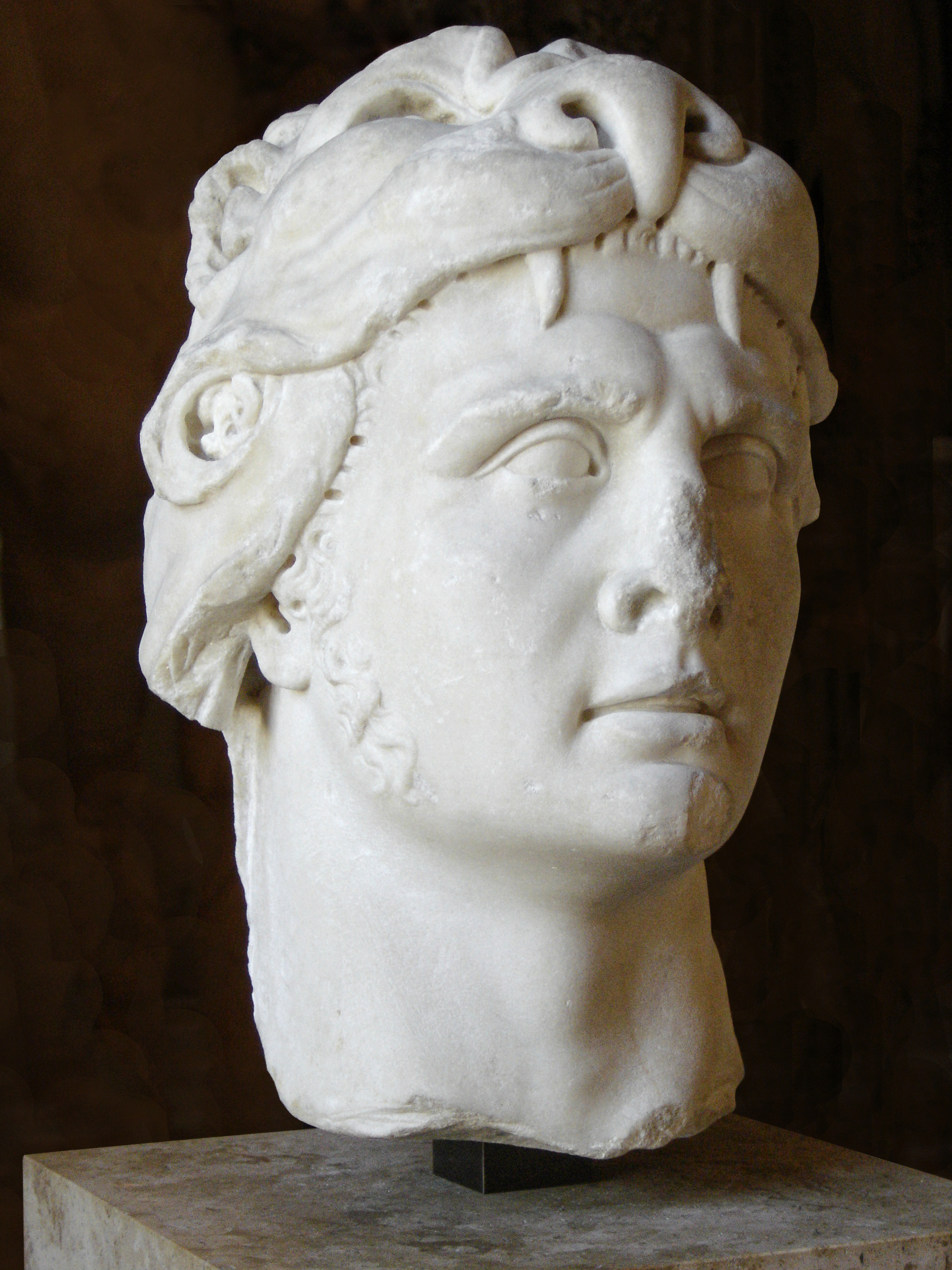
Митридат VI Евпатор 109 до н.э.— 63 до н.э. Царь Понта и Боспора
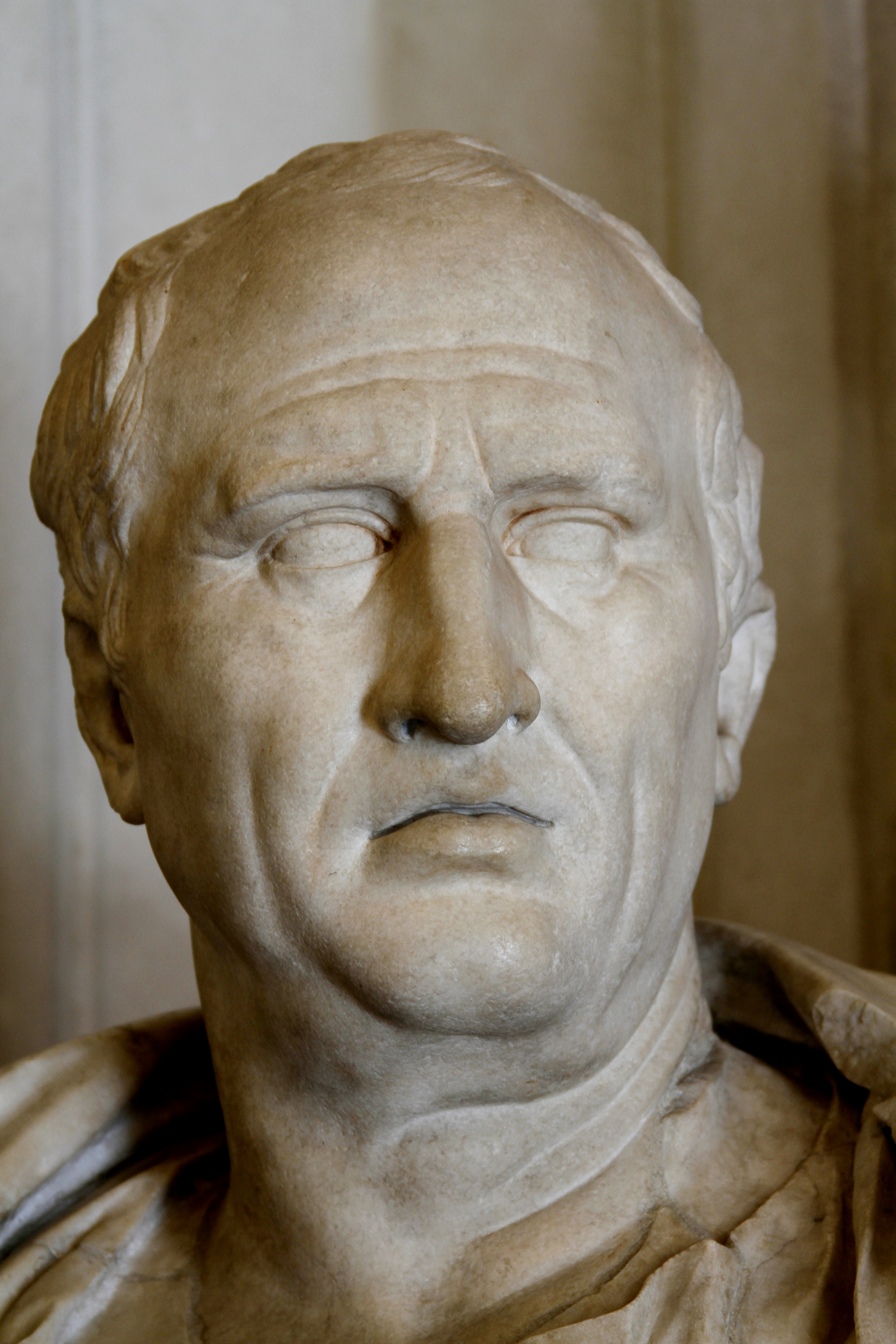
Марк Туллий Цицерон 63 до н.э. Консул Римской республики
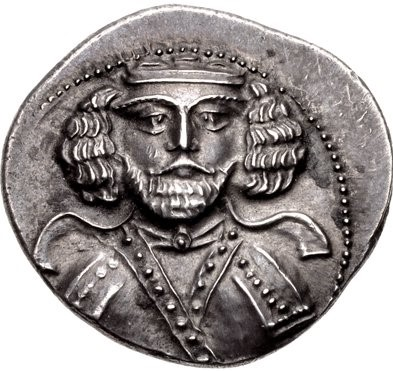
Фраат III 70 до н.э.— 57 до н.э. Царь Парфии
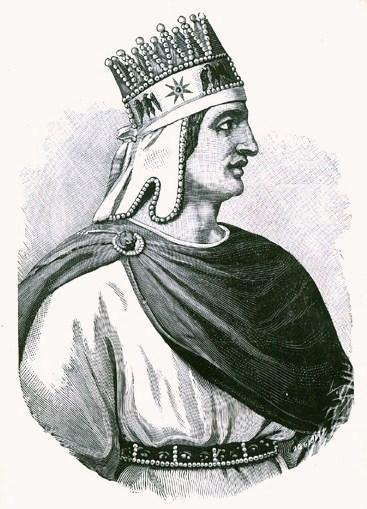
Тигран II Великий 95 до н.э.— 55 до н.э. Царь Армении
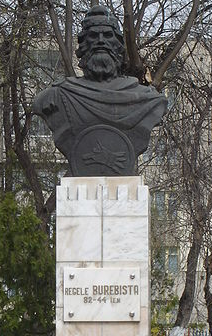
Буребиста 82 до н.э.— 44 до н.э. Царь Дакии
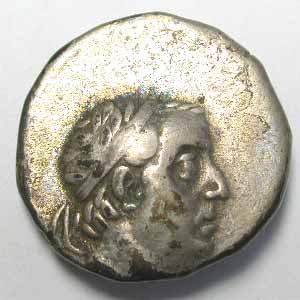
Ариобарзан I Филороман 95 до н.э.—63/62 до н.э. Царь Каппадокии
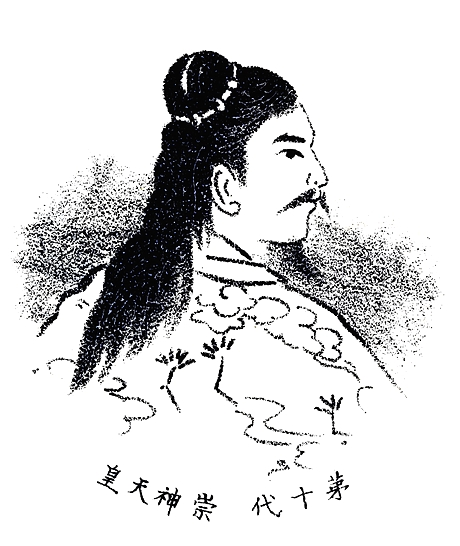
Судзин 97 до н.э.—29 до н.э. Император Японии